# 박경규
박경규(한국 한자: 朴京圭, 1955년 ~ , 경북 의성)는 대한민국의 공무원이다.

## 주요 경력
- 병무청 행정사무관
- 병무청 총무과장
- 병무청 징모과장
- 병무청 감사담당관
- 병무청 징모국장
- 병무청 충원국장
- 병무청 정책홍보본부장
- 병무청 기획조정관
- 병무청 사회복무국장
- 대전충남지방병무청장
- 서울지방병무청장
- 병무청 차장

## 학력
- 안계고등학교 졸업
- 공군사관학교 학사
- 공군방공포병학교 졸업
- 한남대학교 대학원 행정학 석사
- 한남대학교 대학원 행정학 박사

## 참고
| 전임 권용덕 | 제27대 병무청 차장 2011년 11월 13일 ~ 2013년 5월 1일 | 후임 정환식 |